# Selina Gasparinová
Selina Gasparinová (* 3. dubna 1984, Samedan), je švýcarská biatlonistka, jejímž dosavadním největším úspěchem je stříbrná medaile ze zimních olympijských her v ruské Soči z vytrvalostního závodu. Ve světovém poháru dokázala být dvakrát první, a to ve sprintu v rakouském Hochfilzenu a francouzském Annecy. V civilním životě je Gasparinová pohraniční policistka.
Má dvě mladší sestry Aitu Gasparinovou a Elisu Gasparinovou, které jsou taktéž biatlonistky. Všechny tři byly součástí ženské štafety na Zimních olympijských hrách 2014, která nakonec skončila až na osmém místě. Trio sester doplnila Irene Cadurischová.
V červnu 2014 se provdala za ruského reprezentanta v běhu na lyžích a medailistu ze Zimních olympijských her 2014 Ilju Černousova.
Sezónu 2014/15 vynechala úplně kvůli těhotenství. V roce 2015, téměř rok po úspěchu v Soči pak porodila svou první dceru Leilu. Další těhotenská pauza přišla po Olympiádě v Pchjongčchangu a 14. října 2018 přišla na svět druhá dcera Kiana.

## Výsledky

### Olympijské hry a mistrovství světa
| Sezóna  | D   | Místo                | SP  | SZ  | HZ  | IZ  | ŠT  | SŠT | SZD | Věk    |
| ------- | --- | -------------------- | --- | --- | --- | --- | --- | --- | --- | ------ |
| 2006/07 | MS  | Anterselva           | 71. | –   | –   | 44. | –   | –   | ×   | 22 let |
| 2007/08 | MS  | Östersund            | 37. | 46. | –   | 90. | –   | –   | ×   | 23 let |
| 2008/09 | MS  | Pchjongčchang        | 61. | –   | –   | 55. | –   | –   | ×   | 24 let |
| 2009/10 | ZOH | Vancouver            | 56. | 48. | –   | 40. | –   | ×   | ×   | 25 let |
| 2009/10 | MS  | Chanty-Mansijsk      | ×   | ×   | ×   | ×   | ×   | 13. | ×   | 25 let |
| 2010/11 | MS  | Chanty-Mansijsk      | 55. | DNS | –   | 13. | –   | 15. | ×   | 26 let |
| 2011/12 | MS  | Ruhpolding           | 12. | 13. | 26. | 51. | 21. | 10. | ×   | 27 let |
| 2012/13 | MS  | Nové Město na Moravě | 42. | 40. | –   | 20. | 13. | 12. | ×   | 28 let |
| 2013/14 | ZOH | Soči                 | 13. | 14. | 9.  | 2.  | 8.  | 11. | ×   | 29 let |
| 2015/16 | MS  | Oslo                 | 67. | –   | –   | 17. | 16. | 14. | ×   | 31 let |
| 2016/17 | MS  | Hochfilzen           | 11. | 29. | 18. | 45. | 13. | –   | ×   | 32 let |
| 2017/18 | ZOH | Pchjongčchang        | 41. | 39. | –   | 65. | 6.  | –   | ×   | 33 let |
| 2018/19 | MS  | Östersund            | 30. | 43. | 22. | 9.  | 13. | –   | –   | 34 let |
| 2019/20 | MS  | Anterselva           | 25. | 40. | –   | 57. | 6.  | –   | –   | 35 let |
| 2020/21 | MS  | Pokljuka             | 15. | 15. | 18. | 6.  | 12. | 10. | –   | 36 let |
| 2021/22 | ZOH | Peking               | –   | –   | –   | 62. | DNF | –   | ×   | 37 let |

Poznámka: Výsledky z mistrovství světa se započítávají do celkového hodnocení světového poháru, výsledky z olympijských her se dříve započítávaly, od olympijských her v Soči 2014 se nezapočítávají.

### Juniorská mistrovství
| Sezóna  | D   | Místo       | SP  | SZ  | IZ  | ŠT | Věk    |
| ------- | --- | ----------- | --- | --- | --- | -- | ------ |
| 2004/05 | MSJ | Kontiolahti | 19. | 32. | 18. | –  | 20 let |

### Celkové hodnocení světového poháru
- Světový pohár v biatlonu 2008/2009 – 84. místo
- Světový pohár v biatlonu 2009/2010 – 36. místo
- Světový pohár v biatlonu 2010/2011 – 29. místo
- Světový pohár v biatlonu 2011/2012 – 29. místo
- Světový pohár v biatlonu 2012/2013 – 19. místo
- Světový pohár v biatlonu 2013/2014 – 11. místo

## Vítězství v závodech světového poháru

### Individuální
| Datum:            | Místo:               | Disciplína: |
| ----------------- | -------------------- | ----------- |
| 6. prosince 2013  | Hochfilzen, Rakousko | sprint      |
| 14. prosince 2013 | Annecy, Francie      | sprint      |